# Elisabetta di Prussia
Elisabetta di Prussia (nome completo in tedesco Marie Elisabeth Karoline Viktoria; Berlino, 18 giugno 1815 – Darmstadt, 21 marzo 1885) è stata una principessa prussiana, moglie di Carlo d'Assia.

## Famiglia d'origine
Suo padre era il principe Federico Guglielmo Carlo di Prussia, il figlio più giovane del re Federico Guglielmo II di Prussia e di sua moglie Federica Luisa d'Assia-Darmstadt; sua madre era la principessa Maria Anna d'Assia-Homburg, figlia del langravio Federico V d'Assia-Homburg e di sua moglie la principessa Carolina d'Assia-Darmstadt. Nata nel Castello di Berlino, Elisabetta crebbe nel Castello di Fischbach a Schmiedeberg, nei Monti dei Giganti, insieme ai suoi fratelli Valdemaro ed Adalberto, e con la sorella Maria, futura Regina di Baviera.

## Matrimonio

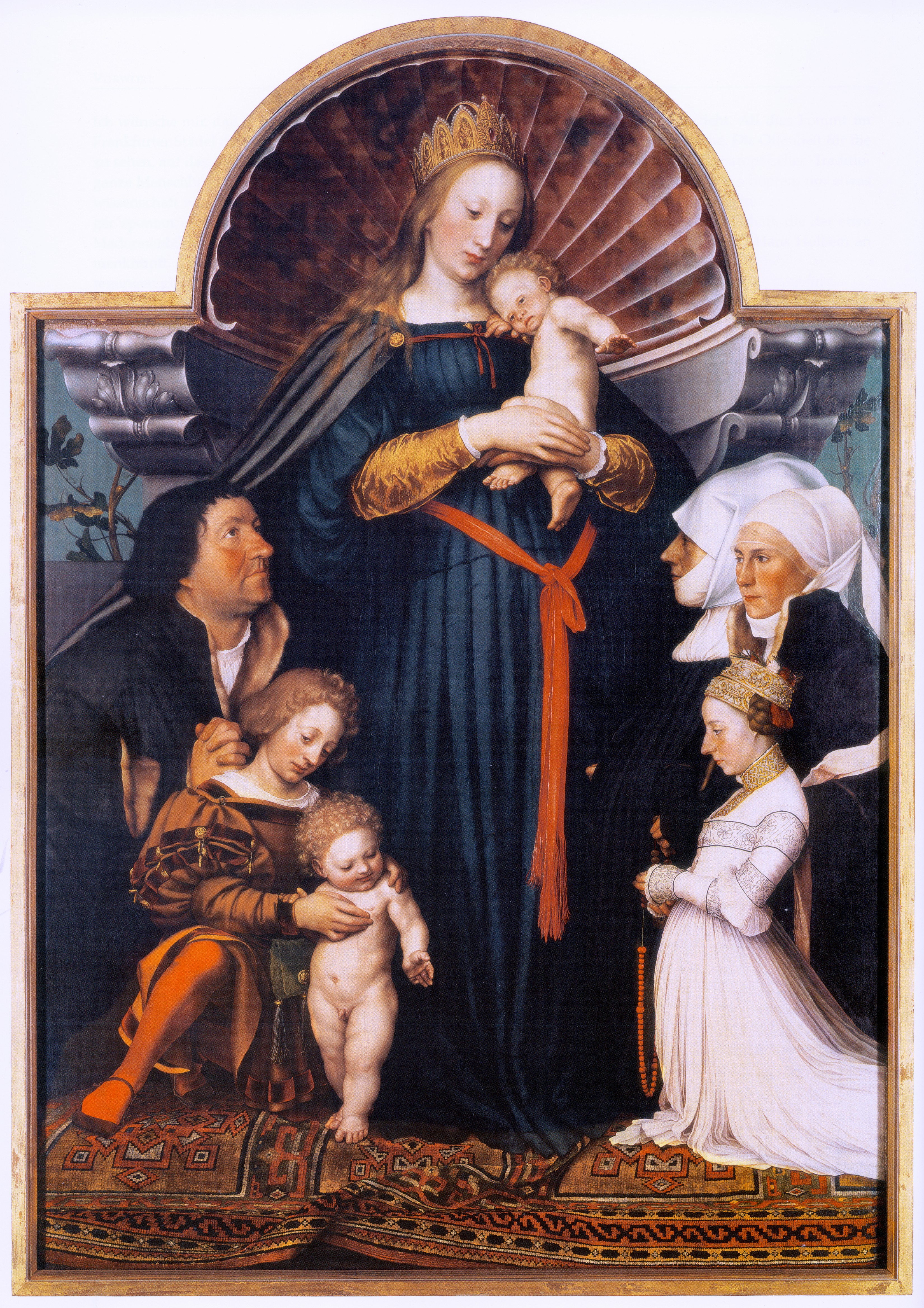
La Madonna di Darmstadt di Holbein il Giovane, portato in Assia da Elisabetta di Prussia

Sposò il 22 ottobre 1836 a Berlino il principe Carlo d'Assia, figlio Luigi II d'Assia, granduca d'Assia e del Reno dal 1830 al 1848, e di Guglielmina di Baden.
Si trattò di un matrimonio ritenuto tempestoso: Carlo ritenne difatti la sposa brutta e noiosa, mentre Elisabetta, dal canto suo, ritenne il marito freddo e poco amorevole.
Ciò nonostante, la Principessa prestò particolare attenzione alla sua nuova patria, dedicandosi alla cura dei poveri. A tal fine nel 1858 fondò a Darmstadt, di propria iniziativa, il Diakonissenhaus Elisabethenstift, una Fondazione dedicata a Sant'Elisabetta ed istituente case per diaconesse protestanti. Elisabetta contribuì personalmente alla sua costruzione, donando 10.000 fiorini. Accanto a tale iniziativa, la Principessa si dimostrò innovativa per carità e pietà anche nel suo palazzo della Wilhelminenstraße. Ella raccolse intorno a sé i circoli di risveglio religioso della città ed incaricò il Predicatore di Corte di organizzare attività rivolte al benessere pubblico.
La città di Darmstadt deve ad Elisabetta anche uno dei suoi più grandi tesori, la Madonna dipinta da Holbein nel 1526, che ha guadagnato notorietà come Madonna di Darmstadt e che nel 1871 suscitò grande clamore in quella controversia artistica passata alla storia come Dresdner Holbeinstreit.
L'opera d'arte fu portata nel 1822 in Germania dove fu esposta a Berlino, nel salone del compositore Gaspare Spontini, che l'aveva ottenuta da suo fratello, un mercante d'arte. Il padre di Elisabetta, il principe Guglielmo di Prussia,  acquistò il dipinto come regalo di compleanno per sua moglie, la principessa Marianna. La tela rimase nel Castello di Berlino fino al 1852 quando, dopo la morte del principe Guglielmo, Elisabetta la portò con sé a Darmstadt dopo averla ricevuta in eredità. Dal 2011 l'opera è di proprietà della Collezione Würth, e sarà esposta nel 2012 nella città di Schwäbisch Hall.
Dal 1848 il fratello maggiore del principe Carlo regnò come Granduca Luigi III. Sua moglie Matilde Carolina morì senza figli nel 1862. Nello stesso anno il primogenito di Elisabetta e Carlo, Luigi sposò la seconda figlia della Regina Vittoria, la Principessa Alice. Il matrimonio era stato programmato in origine per il 1861, ma dovette essere rinviato all'anno successivo, a causa della morte del Principe Alberto, il padre della sposa. Con la nuora Elisabetta ebbe buoni rapporti.
In seguito il Granduca Luigi III si ritirò nel suo Castello di Seeheim e il principe Carlo e la sua famiglia lasciarono il Palazzo Reale di Darmstadt, in cui si trasferirono Luigi ed Alice, che allora volta lasciarono il Palazzo di Kranichstein.
Negli anni compresi tra il 1862 ed il 1878 Alice dispiegò un'intensa attività, quasi fosse consapevole che la sua vita non era destinata a durare a lungo. Il 20 marzo 1877 il principe Carlo morì all'età di 68 anni. Il 13 giugno dello stesso anno il Granduca lo seguì, cosicché il figlio di Elisabetta salì al trono come Granduca Luigi IV dell'Assia. Il 14 dicembre dell'anno successivo, la giovane granduchessa Alice morì all'età di soli 35 anni, vittima della difterite, che aveva contratto dai suoi stessi figli.
La principessa Elisabetta assunse così il ruolo di prima donna di Corte e funse da madre per i nipoti rimasti prematuramente orfani. Tuttavia negli ultimi anni ingrassò sino a divenire obesa. La principessa visse sino a poter assistere al matrimonio della nipote Vittoria con il Principe Luigi Alessandro di Battenberg, e morì il 21 marzo 1885 all'età di 70 anni a Bessungen, sobborgo di Darmstadt.

## Figli
- S.A.R. Luigi IV, Granduca d'Assia (12 settembre 1837 - 13 marzo 1892); Granduca d'Assia e del Reno (r. 13 giugno 1877 – 13 marzo 1892); sposò, prima, la Principessa Alice del Regno Unito ed ebbe figli. Sposò poi Alexandrina Hutten-Czapska; annullato.
- S.A.G. Principe Enrico Luigi Guglielmo Adalberto Valdemaro Alessandro d'Assia e del Reno (28 novembre 1838 - 16 settembre 1900); sposò prima la Baronessa Karoline von Nidda; ebbe un figlio maschio. sposò poi la Baronessa Emily di Dornberg; ebbe un figlio maschio.
- S.A.G. Principessa Anna d'Assia e del Reno (25 maggio 1843 - 16 aprile 1865); sposò Federico Francesco II, Granduca di Meclemburgo-Schwerin ebbe una sola figlia femmina, la Duchessa Anna.
- S.A.G. Principe Guglielmo Luigi Federico Giorgio Emilio Filippo d'Assia e del Reno (16 novembre 1845 - 24 maggio 1900); sposò la Baronessa Luise von Lichtenberg.

Elisabetta fu la nonna paterna della Principessa Alice divenuta, come il nome di Alessandra Fëdorovna, l'ultima zarina di Russia. Attraverso sua nipote Vittoria, ella è inoltre un'antenata del Principe Filippo.

## Titoli e trattamento
- 18 giugno 1815 - 22 ottobre 1836: Sua Altezza Reale la Principessa Elisabetta di Prussia
- 22 ottobre 1836 - 21 marzo 1885: Sua Altezza Reale e Granducale la Principessa Elisabetta d'Assia e del Reno

## Antenati
|                                              |                                        |                                                 | Genitori                                                |  |  | Nonni |  |  | Bisnonni                    |  |  | Trisnonni                       |  |
|                                              |                                        |                                                 |                                                         |  |  |       |  |  | Principe Augusto di Prussia |  |  | Federico Guglielmo I di Prussia |  |
|                                              |                                        |                                                 |                                                         |  |  |       |  |  | Principe Augusto di Prussia |  |  | Federico Guglielmo I di Prussia |  |
|                                              |                                        | Principessa Sofia Dorotea di Hannover           |                                                         |  |  |       |  |  | Principe Augusto di Prussia |  |  |                                 |  |
| Federico Guglielmo II di Prussia             |                                        |                                                 |                                                         |  |  |       |  |  | Principe Augusto di Prussia |  |  |                                 |  |
|                                              |                                        | Duchessa Luisa Amalia di Brunswick-Wolfenbüttel | Ferdinando Alberto II, Duca di Brunswick-Lüneburg       |  |  |       |  |  |                             |  |  |                                 |  |
|                                              |                                        | Duchessa Luisa Amalia di Brunswick-Wolfenbüttel | Ferdinando Alberto II, Duca di Brunswick-Lüneburg       |  |  |       |  |  |                             |  |  |                                 |  |
|                                              |                                        | Duchessa Luisa Amalia di Brunswick-Wolfenbüttel | Principessa Antonietta Amalia di Brunswick-Wolfenbüttel |  |  |       |  |  |                             |  |  |                                 |  |
| Principe Guglielmo di Prussia                |                                        | Duchessa Luisa Amalia di Brunswick-Wolfenbüttel |                                                         |  |  |       |  |  |                             |  |  |                                 |  |
|                                              |                                        | Luigi IX, Langravio d'Assia-Darmstadt           | Luigi VIII, Langravio d'Assia-Darmstadt                 |  |  |       |  |  |                             |  |  |                                 |  |
|                                              |                                        | Luigi IX, Langravio d'Assia-Darmstadt           | Luigi VIII, Langravio d'Assia-Darmstadt                 |  |  |       |  |  |                             |  |  |                                 |  |
|                                              |                                        | Luigi IX, Langravio d'Assia-Darmstadt           | Contessa Carlotta di Hanau-Lichtenberg                  |  |  |       |  |  |                             |  |  |                                 |  |
| Principessa Federica Luisa d'Assia-Darmstadt |                                        | Luigi IX, Langravio d'Assia-Darmstadt           |                                                         |  |  |       |  |  |                             |  |  |                                 |  |
|                                              |                                        | Contessa Palatina Carolina di Zweibrücken       | Cristiano III, Conte Palatino di Zweibrücken            |  |  |       |  |  |                             |  |  |                                 |  |
|                                              |                                        | Contessa Palatina Carolina di Zweibrücken       | Cristiano III, Conte Palatino di Zweibrücken            |  |  |       |  |  |                             |  |  |                                 |  |
|                                              |                                        | Contessa Palatina Carolina di Zweibrücken       | Contessa Carolina di Nassau-Saarbrücken                 |  |  |       |  |  |                             |  |  |                                 |  |
| Elisabetta di Prussia                        |                                        | Contessa Palatina Carolina di Zweibrücken       |                                                         |  |  |       |  |  |                             |  |  |                                 |  |
|                                              | Federico IV, Langravio d'Assia-Homburg | Langravio Casimiro Guglielmo d'Assia-Homburg    |                                                         |  |  |       |  |  |                             |  |  |                                 |  |
|                                              | Federico IV, Langravio d'Assia-Homburg | Langravio Casimiro Guglielmo d'Assia-Homburg    |                                                         |  |  |       |  |  |                             |  |  |                                 |  |
|                                              | Federico IV, Langravio d'Assia-Homburg | Contessa Cristina Carlotta di Solms-Braunfels   |                                                         |  |  |       |  |  |                             |  |  |                                 |  |
| Federico V, Langravio d'Assia-Homburg        | Federico IV, Langravio d'Assia-Homburg |                                                 |                                                         |  |  |       |  |  |                             |  |  |                                 |  |
|                                              |                                        | Contessa Ulrica Luisa di Solms-Braunfels        | Federico Guglielmo, Principe di Solms-Braunfels         |  |  |       |  |  |                             |  |  |                                 |  |
|                                              |                                        | Contessa Ulrica Luisa di Solms-Braunfels        | Federico Guglielmo, Principe di Solms-Braunfels         |  |  |       |  |  |                             |  |  |                                 |  |
|                                              |                                        | Contessa Ulrica Luisa di Solms-Braunfels        | Contessa Sofia Maddalena Benigna di Solms-Utphe-Laubach |  |  |       |  |  |                             |  |  |                                 |  |
| Maria Anna d'Assia-Homburg                   |                                        | Contessa Ulrica Luisa di Solms-Braunfels        |                                                         |  |  |       |  |  |                             |  |  |                                 |  |
|                                              |                                        | Luigi IX, Langravio d'Assia-Darmstadt           | Luigi VIII, Langravio d'Assia-Darmstadt                 |  |  |       |  |  |                             |  |  |                                 |  |
|                                              |                                        | Luigi IX, Langravio d'Assia-Darmstadt           | Luigi VIII, Langravio d'Assia-Darmstadt                 |  |  |       |  |  |                             |  |  |                                 |  |
|                                              |                                        | Luigi IX, Langravio d'Assia-Darmstadt           | Contessa Carlotta di Hanau-Lichtenberg                  |  |  |       |  |  |                             |  |  |                                 |  |
| Carolina d'Assia-Darmstadt                   |                                        | Luigi IX, Langravio d'Assia-Darmstadt           |                                                         |  |  |       |  |  |                             |  |  |                                 |  |
|                                              |                                        | Contessa Palatina Carolina di Zweibrücken       | Cristiano III, Conte Palatino di Zweibrücken            |  |  |       |  |  |                             |  |  |                                 |  |
|                                              |                                        | Contessa Palatina Carolina di Zweibrücken       | Cristiano III, Conte Palatino di Zweibrücken            |  |  |       |  |  |                             |  |  |                                 |  |
|                                              |                                        | Contessa Palatina Carolina di Zweibrücken       | Contessa Carolina di Nassau-Saarbrücken                 |  |  |       |  |  |                             |  |  |                                 |  |
|                                              |                                        | Contessa Palatina Carolina di Zweibrücken       |                                                         |  |  |       |  |  |                             |  |  |                                 |  |